# Pellenes bitaeniata
Pellenes bitaeniata là một loài nhện trong họ Salticidae.
Loài này thuộc chi Pellenes. Pellenes bitaeniata được Eugen von Keyserling miêu tả năm 1882.